# Urmila Matondkar
Urmila Matondkar, född 4 februari 1974 i Bombay, Maharashtra, är en indisk skådespelare. Hon inledde sin karriär som barnskådespelare och är idag en av Indiens största skådespelerskor. 

## Filmer i urval
- 1980 - Kalyug
- 1980 - Zakol
- 1983 - Masoom
- 1985 - Sur Sangam
- 1987 - Dacait
- 1987 - Zindagi
- 1989 - Bade Ghar Ki Beti
- 1989 - Chanakyan
- 1991 - Narasimha
- 1992 - Chamatkar
- 1992 - Antam
- 1992 - Drohi
- 1993 - Shreeman Aashiq
- 1993 - Gayaam
- 1993 - Bedardi
- 1994 - Kanoon
- 1994 - Aa Gale Lag Ja
- 1995 - Rangeela
- 1995 - Tacholi Varghese Chekavar
- 1995 - Money Money
- 1996 - Indian
- 1997 - Judaai
- 1997 - Mere Sapno Ki Rani
- 1997 - Daud
- 1997 - Aflatoon
- 1997 - Anagenaga Oka Raju
- 1998 - Satya
- 1998 - Kudrat
- 1998 - China Gate
- 1998 - Chhota Chetan
- 1998 - Janaam Samjha Karo
- 1999 - Hum Tum pe Marte Hain
- 1999 - Mast
- 1999 - Dillagi
- 1999 - Khoobsurat
- 1999 - Kaun
- 2000 - Jungle
- 2000 - Deewane
- 2000 - Kunwara
- 2001 - Pyaar Tune Kya Kiya
- 2001 - Lajja
- 2002 - Company
- 2002 - Om Jai Jagadish
- 2002 - Deewange
- 2003 - Bhoot
- 2003 - Tehzeeb
- 2003 - Pinjar
- 2004 - Ek Hasina Thi
- 2005 - Naina
- 2005 - Maine Gandhi Ko Nahin Mara
- 2006 - Banaras
- 2006 - Bas Ek Pal
- 2007 - Aag
- 2007 - London Dreams
- 2007 - Speed